# LSWR 700 class
LSWR 700 class  — тип товарного паровоза с осевой формулой 0-3-0, разработанный Дугалдом Драммондом для Лондонской и Юго-Западной железной дороги в 1897 году и построенный в количестве 30 единиц на заводе Dübs and Company в Глазго.
Довольно рано они получили прозвище англ. Black Motor («Чёрный мотор»). Конструкция оказалаь удачной и претрепела мало изменений за время службы, за исключением устройства пароперегревателя в 1919—1929 годах, из-за чего пришлось удлинить дымовую коробку. Паровозы этого типа были в достаточно высокой степени унифицированы с другими паровозами Драммонда, в том числе по котлу с LSWR M7 class.

## Нумерация
Первоначально паровозы получили номера 687—716, но в июне—августе 1898 года №№ 702—716 были перенумерованы взамен списанных старых паровозов в №№ 306, 308, 309, 315, 317, 325—327, 339, 346, 350, 352, 355, 368 и 459. В июне 1912 года № 459 перенумерован в № 316.

После укрупнения британских железнодорожных компаний в 1923 году паровозы перешли к Southern Railway (SR), и к номерам была добавлена литера E, например, LSWR № 687 стал SR № E687. С середины 1931 года эти литеры стали исчезать. С марта 1927 года рассматривалось предложение перенумеровать паровозы одинаковых типов сплошными блоками, причём 700 class должен был бы получить номера E336-9, E369-379 и E686-701, но оно было отклонено в декабре того же года.

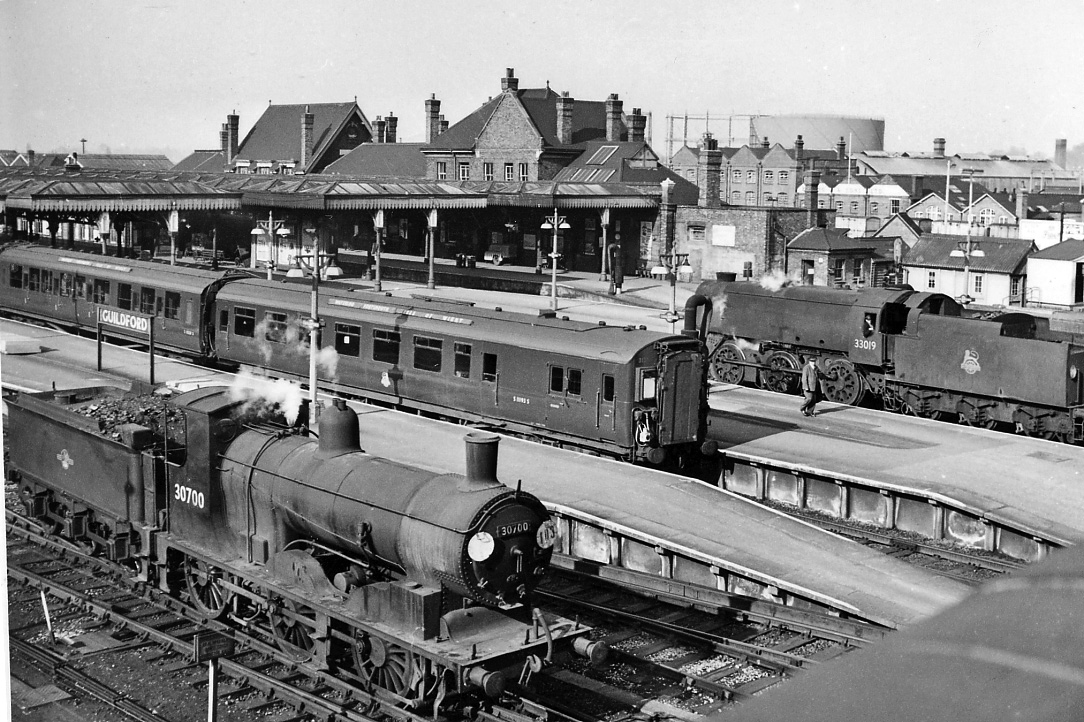
700 class № 30700 на станции Гилдфорд (апрель 1958 г.)

Помле монополизации британских железных дорог паровозы 700 class в 1948 году получили номера British Railways (BR) прибавлением числа 30000.

## Списание
9 августа 1957 года паровоз № 30688, отправляясь со станции Стейнс (Мидлсекс) с опозданием, допустил проезд запрещающего сигнала и лоб в лоб столкнулся с поездом из двух электросекций. Таким образом, этот паровоз был списан первым  в сентябре 1957 года.
Вторым и третьим стали №№ 30352 и 30687 в июне 1959 и сентябре 1960 года соответственно. Массовое списание этих паровозов началось в 1961 году и к декабрю 1962-го завершилось. Все паровозы были утилизированы.
| Год  | На начало года | Списано | Номера                                                        |
| ---- | -------------- | ------- | ------------------------------------------------------------- |
| 1957 | 30             | 1       | 30688                                                         |
| 1958 | 29             | 0       | —                                                             |
| 1959 | 29             | 1       | 30352                                                         |
| 1960 | 28             | 1       | 30687                                                         |
| 1961 | 27             | 10      | 30308/17/27/55, 30691/93-94/96/99, 30701                      |
| 1962 | 17             | 17      | 30306/09/15-16/25-26/39/46/50/68, 30689-90/92/95/97-98, 30700 |

## Модели
Фирма Hornby Railways производит модели LSWR 700 class в ливреях Southern Railway и British Railway, в том числе в составе набора «Возвращение из Дюнкерка». Также модель этого типа производила фирма OO Works.

## Внешние ссылки
- Southern e-group